# Одая (Винницкая область)
Одая (укр. Одая) — посёлок на Украине, подчинённый Могилёв-Подольскому городскому совету Винницкой области.
Код КОАТУУ — 510490001. Население по переписи 2001 года составляет 84 человек. Почтовый индекс — 24005. Телефонный код — 4337. Занимает площадь 2 км².

## Адрес местного совета
24000, Винницкая область, г. Могилёв-Подольский, пл. Шевченко, 6/16